# آرتم چرنوسوف
آرتم چرنوسوف (روسی: Артём Анатольевич Черноусов؛ زادهٔ ۱۰ ژانویهٔ ۱۹۹۶) تیرانداز اهل روسیه است.
وی در مسابقات کشوری و بین‌المللی در مجموع برندهٔ ۱۱ مدال طلا، ۴ مدال نقره، ۳ مدال برنز شده‌است.